# Płaszczek gruzełkowany

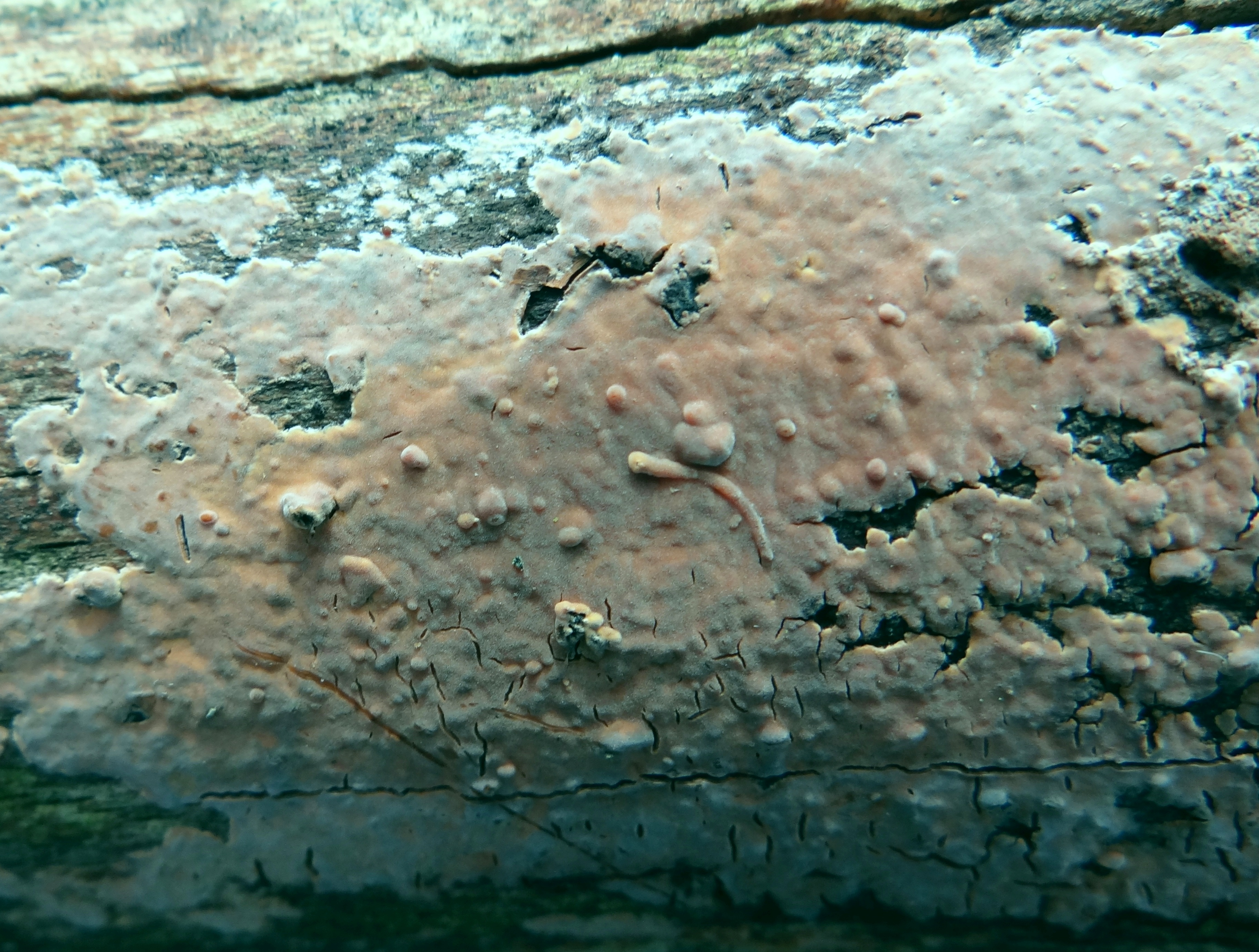

Płaszczek gruzełkowany (Dacryobolus karstenii (Bres.) Oberw. ex Parmasto) gatunek grzybów z rodziny Dacryobolaceae.

## Systematyka i nazewnictwo
Pozycja w klasyfikacji według Index Fungorum: Dacryobolus, Dacryobolaceae, Polyporales, Incertae sedis, Agaricomycetes, Agaricomycotina, Basidiomycota, Fungi.
Po raz pierwszy takson ten opisał w 1897 r. Giacomo Bresàdola nadając mu nazwę Stereum karstenii. Obecną, uznaną przez Index Fungorum nazwę, nadali mu Franz Oberwinkler i Erast Parmasto w 1968 r.
Ma 9 synonimów. Niektóre z nich:
- Tubulicrinis crassus (Burt) Y. Hayashi 1974
- Tubulicrinis karstenii (Bres.) Donk 1956[2].

Polską nazwę zaproponował Władysław Wojewoda w 2003 r.

## Morfologia
Grzyb kortycjoidalny o owocniku rozpostartym, okrągłym lub elipsoidalnym. Jest dość gruby (500–700 µm), ale miękki przy cięciu, głęboko spękany, o barwie od bladozłotej do izabelowatej. Brzeg ostry, często lekko podniesiony, u młodych owocników delikatnie strzępiasty.
System strzępkowy dimityczny, kontekst dwuwarstwowy. Strzępki w kontekście szkliste, silnie splątane, w większości włókniste, o średnicy 2,5–4,5 µm i grubości ścianki 1–1,5 µm. Inne strzępki o średnicy 3–4 µm, regularne, cienkościenne i splątane; obserwowane w amoniakalnym barwniku Kongo strzępki włókniste tracą swoją grubą ścianę i widać tylko strzępki cienkościenne, rozgałęzione, kędzierzawe. Hymenium o grubości 60–80 µm, zbudowane z wąskich strzępek o średnicy około 1,5 µm, zwartych, często pofałdowanych. Podstawki o szerokości 4,5 µm u góry z 4 sterygmami; ich długi smukły trzon jest trudny do prześledzenia i przekracza 30 µm długości. Cystydy 150–250 × 4–6,5 µm, niektóre o długości 40–60 µm, cylindryczne, tępe, o grubości ścianki 2–2,5 µm, z wyjątkiem wierzchołka. Niektóre mogą zawierać kryształki, czasami zgrupowane w nałożone na siebie pierścienie. Wiele cystyd jest mniej zróżnicowanych i bardziej smukłych, strzępkopodobnych i nagich. Zarodniki wąskie, słabo zakrzywione, cylindryczne, 4,7–5,5 × 1–1,3 µm, nieamyloidalne. Zarodniki z okazów pochodzących z regionów tropikalnych są nieco mniejsze.

## Występowanie i siedlisko
Występuje w Ameryce Północnej i Południowej, Europie, Azji i na Nowej Gwinei. Najwięcej stanowisk podano w Europie. W Polsce w 2003 r. W. Wojewoda przytoczył tylko dwa stanowiska, obydwa dawne (w Międzyrzeczu Podlaskim, 1900, 1903). Znajduje się na Czerwonej liście roślin i grzybów Polski. Ma status E – gatunek wymierający, którego przeżycie jest mało prawdopodobne, jeśli nadal będą działać czynniki zagrożenia. Aktualne stanowiska podaje internetowy atlas grzybów. Nowe stanowiska w Wielkopolskim Parku Narodowym podają także B. Gierczyk i Anna Kujawa.
Nadrzewny grzyb saprotroficzny. Występuje w lasach na martwym drewnie sosny zwyczajnej, ale notowany także na świerku pospolitym. Rozwija się na drewnie, rzadziej korze. Najczęściej występuje na leżących, pozbawionych kory kłodach, rzadziej na opadłych gałęziach.